# Beneath the Remains
Beneath the Remains é o terceiro álbum de estúdio da banda Sepultura, lançado em 7 de abril 1989. Foi o seu primeiro lançamento pela Roadrunner Records.

## Arte da capa
Foi o primeiro álbum do Sepultura a apresentar uma capa pintada por Michael Whelan. Foi inicialmente planejado pelos membros da banda utilizar outra pintura de Michael Whelan, chamada Bloodcurdling Tales of Horror and the Macabre, a qual Igor Cavalera chegou a tatuar parte da pintura no braço. No entanto, a Roadrunner Records convenceu a banda a utilizar Nightmare in Red, pois acharam esta mais adequada para a capa de Beneath the Remains. Mais tarde, Monte Conner, o antigo vice-presidente da Roadrunner Records, cedeu a arte da capa idealizada inicialmente para a banda Obituary, que a usou na capa de seu álbum Cause of Death, lançado um ano depois de Beneath the Remains, em 1990.

## Antecedentes e gravação
Max Cavalera viajou para Nova Iorque em fevereiro de 1988 e passou uma semana inteira negociando com a gravadora Roadrunner Records. Embora a gravadora tenha oferecido um contrato de gravação de sete álbuns ao Sepultura, a mesma não tinha certeza do potencial de vendas da banda. O orçamento inicial foi de cerca de U$ 8.000, mas no final das contas, os custos foram quase o dobro do previsto.
Scott Burns, que já havia produzido bandas de death metal como Obituary, Death e Morbid Angel, foi o produtor escolhido. Burns concordou em trabalhar com uma taxa de produção baixa (2.000 dólares), porque ele estava curioso sobre o Brasil. O Sepultura passou a última metade de dezembro de 1988 gravando o álbum das 20:00 às 5:00. A gravação ocorreu no estúdio Nas Nuvens Studio, localizado no Rio de Janeiro. O estúdio foi escolhido pois era o mesmo no qual alguns anos atrás, a banda de rock brasileira Titãs havia gravado o seu álbum Cabeça Dinossauro, álbum que impressionou o Sepultura. Burns trouxe alguns equipamentos de bateria e amplificadores da marca Mesa/Boogie para o Brasil (item raro para os padrões de produção da época), o que ajudou a melhorar a qualidade do som.

## Faixas
Letras escritas por Andreas Kisser e Max Cavalera, exceto a faixa 3. Músicas compostas por Sepultura.
1. "Beneath the Remains" – 5:14
2. "Inner Self" – 5:10
3. "Stronger Than Hate" – 5:54 (Letra: Kelly Shaefer)
4. "Mass Hypnosis" – 4:26
5. "Sarcastic Existence" – 4:46
6. "Slaves of Pain" – 4:04
7. "Lobotomy" – 4:59
8. "Hungry" – 4:31
9. "Primitive Future" – 3:10
10. "A Hora e a Vez do Cabelo Nascer" (cover dos Mutantes) – 2:23
11. "Inner Self" (Drums track) – 5:11
12. "Mass Hypnosis" (Drums track) – 4:22

- As faixas 10-12 estão disponíveis apenas no relançamento de 1997.

## Créditos

### Sepultura
- Max Cavalera - vocal, guitarra
- Andreas Kisser - guitarra
- Paulo Jr. - baixo
- Igor Cavalera - bateria

### Músicos Convidados
- Henrique Portugal - Teclados[12]